# 颱風彩虹 (2015年)
颱風彩虹 （英語：Typhoon Mujigae，國際編號：1522，聯合颱風警報中心：WP222015，菲律賓大氣地球物理和天文服務管理局：）是2015年太平洋颱風季第20個被命名的風暴。「彩虹」（무지개）由北韓提供，正是指彩虹這種光學現象。
彩虹於路徑方面是一個典型的西進風暴，於菲律賓以東海域形成後，橫過呂宋並進入南海北部，吹襲華南，不過強度上則比各官方氣象部門預期猛烈，原先預計只達強烈熱帶風暴上限或颱風下限強度，最終彩虹卻發展為一股成熟颱風，更成為1949年以來，10月登陸中國的最強風暴，超越1964年颱風黛蒂之紀錄，並為海南島、廣東西部等地帶來嚴重破壞，「彩虹」一名因而在第48屆世界氣象組織颱風委員會會議上被通過永久退役，並由「舒力基」取代。強烈厄爾尼諾現象改變大氣環流，令南海北部自從7月的颱風蓮花之後便再沒有熱帶氣旋活躍，香港、澳門、廣東西部、廣西、海南島等地罕有於夏季出現接近3個月不受熱帶氣旋吹襲的「空窗期」（當中香港更是1946年有紀錄以來首個8月至9月皆沒有風暴吹襲的風季），直至彩虹的來襲才令空窗期結束；而那一段空窗期亦成為彩虹強度超出各部門預測的原因，在這段空窗期中，南海積聚大量能量，彩虹受惠於這些能量，橫過南海時強度爆發。「彩虹」一名對上一次使用是在2009年，當年的熱帶風暴彩虹也是侵襲南海北部和華南地區，並同樣為港澳地區帶來三號熱帶氣旋警告信號，但強度就遠遠不及。

## 發展過程
颱風杜鵑橫掃臺灣之際，為菲律賓一帶引進活躍的西南季候風，並與副熱帶高壓脊所挾帶之東北信風匯聚，一個低壓區於2015年9月28日在雅浦島西北面海域上生成，美國海軍研究實驗室在中午12時給予熱帶擾動編號90W。由於垂直風切變微弱，低層輻合、高空輻散皆良好，且海水炎熱，該低壓區很快已經呈現熱帶氣旋的雛形。聯合颱風警報中心在翌日（29日）凌晨2時對其在24小時內形成為熱帶氣旋的機會跳過評級「低」，直接評級為「中」，3小時後（凌晨5時）更上調至「高」，並同時發出熱帶氣旋形成警報。該低壓區在30日逐漸整合，螺旋性漸變明顯，低層環流中心若隱若現，臺灣中央氣象局在當日下午2時將該系統升格為熱帶性低氣壓，聯合颱風警報中心則在當晚11時把該系統升格為熱帶低氣壓，並給予編號22W，日本氣象廳在3小時後，即10月1日凌晨2時跟隨升格，同日下午3時25分對其發出烈風警報。中國國家氣象中心亦在下午5時20分把該系統升格為熱帶低壓，而香港天文台則在下午6時半，在未有表示「一個熱帶氣旋似乎在形成中」的情況下，把該系統升格為熱帶低氣壓。
在副熱帶高壓脊引導下，該系統在當日採取偏西北路徑，時速20至22公里，逼近菲律賓呂宋；而其環流以西面較強、東面較弱，不過低層環流中心受對流包圍，未有外露。各官方氣象部門對該熱帶低氣壓的預測路徑頗為一致，都是預計該系統大致移向海南至廣東西部一帶，最高強度則介乎強烈熱帶風暴上限至颱風下限。聯合颱風警報中心在晚上11時率先把該系統升格為熱帶風暴，但6小時後因應系統在呂宋登陸，而降回熱帶低氣壓級別；可是就在該熱帶低氣壓即將登陸呂宋的時候，臺灣中央氣象局在10月2日凌晨2時將該系統升格為輕度颱風，日本氣象廳也緊隨其後，在1小時之後（凌晨3時）把該系統升格為熱帶風暴，並命名為彩虹，給予國際編號1522。
彩虹在2日凌晨以西北偏西路徑橫過呂宋，早上進入南海，其北面環流被呂宋地形破壞，但由於彩虹的中心在呂宋山脈南面掠過，加上移速頗快，因此中心結構完好無損。香港天文台於彩虹移入南海後，亦隨即在上午9時半把彩虹升格為熱帶風暴；不過聯合颱風警報中心直至下午5時才重新作出此項升格。南海北部接近3個月未有熱帶氣旋活躍，因而積存龐大能量，水溫達攝氏30度以上，令彩虹加強的速度比各官方氣象部門預期更快，系統流出呈放射狀，破損的北面環流在下午已獲得填補，對流雲帶進一步鞏固低層環流中心，組成中心密集雲團，「雲捲風眼」更開始顯現，中國國家氣象中心在晚上8時25分率先把彩虹升格為強熱帶風暴，香港天文台和日本氣象廳亦分別在3日凌晨1時45分及5時45分把彩虹升格為強烈熱帶風暴。副熱帶高壓脊繼續引領彩虹穩定向西北偏西移動，移速不變。各部門對彩虹的預測未有太多變化，惟一分歧只是在華南的登陸點，香港天文台、日本氣象廳、澳門氣象局預料彩虹在廣東湛江至茂名登陸，聯合颱風警報中心和台灣中央氣象局則研判彩虹會橫過雷州半島；而中國國家氣象中心的預測路徑最偏西，預料彩虹在海南文昌市附近登陸，此預測最後落空。
10月3日日間彩虹持續吸收南海北部蘊含的能量，強度穩步上揚，並逐漸打開風眼。中國國家氣象中心和香港天文台先後在同日下午2時20分及3時半把彩虹升格為颱風，日本氣象廳和聯合颱風警報中心相繼在當晚8時45分及9時正跟隨，臺灣中央氣象局也緊接在晚上10時把彩虹升格為中度颱風。海水能量繼續源源不絕地供應給彩虹，驅使彩虹於入夜後迅速增強，在雷達圖上呈現一個直徑約20公里的細小風眼，而眼壁也越來越完整和紮實，反映彩虹漸趨成熟。中國國家氣象中心在晚上11時半更把彩虹進一步升格為強颱風，其後香港天文台於翌日（4日）凌晨5時45分亦作出此項升格。由於自身內力加大，彩虹再度向西北移動，抵達海南島東北面，這令中國國家氣象中心放棄登陸海南的預測，修改為橫越雷州半島。香港天文台在下午1時45分表示彩虹已於湛江附近登陸，而中國國家氣象中心雷達圖亦顯示彩虹在2時前已經登陸，但該部門公佈彩虹在下午2時10分才以強颱風上限強度登陸湛江坡頭區。之後陸地摩擦使彩虹轉趨減弱，風眼變得模糊不清，眼壁崩塌，香港天文台和中國國家氣象中心分別在下午5時45分及6時正把彩虹降格為颱風。晚上彩虹減速移動，以時速12至14公里向西北推進，移入廣西；同時彩虹急劇減弱，其「雲塞風眼」被逐漸填塞，中國國家氣象中心、香港天文台相繼在晚上10時25分及45分把彩虹降格為強烈熱帶風暴，聯合颱風警報中心緊接在晚上11時對彩虹發出最後警報。
彩虹於10月5日凌晨繼續採取西北路徑移入內陸，強度繼續被快速削弱，中心密集雲團瓦解，低層環流中心亦變得難以辨認。日本氣象廳連續3報作出降級，凌晨2時50分把彩虹降格為強烈熱帶風暴、5時50分降格為熱帶風暴，再隔3小時後於早上8時50分降格為熱帶低氣壓。中國國家氣象中心更早於凌晨3時25分已把彩虹降格為熱帶風暴，過了6小時再於上午9時25分降格為熱帶低壓，終在下午2時40分宣佈停編；而香港天文台則緊隨其後，在凌晨3時45分把彩虹降格為熱帶風暴，後於上午11時45分再把彩虹降格為熱帶低氣壓，最終在下午4時15分把彩虹降格為低壓區。彩虹的殘餘系統隨後轉向偏北方向移動，進一步深入內陸，其低層環流中心在6日消亡，但殘餘雲帶仍為華南帶來大雨；直至彩虹的殘餘雲系在7日晚間至8日減弱消散，華南天氣才逐漸好轉。
香港天文台在10月16日公佈強颱風彩虹報告，把彩虹巔峰時的接近中心最高持續風速，由強颱風下限的每小時155公里，大幅上調至每小時175公里。而中國國家氣象中心則上調至每秒52米，評級至超強颱風。

## 影響

### 菲律賓
當地發出之最高風暴信號：二號風暴信號
由於彩虹形成的位置非常接近菲律賓，且預測短期內就會橫過呂宋，菲律賓大氣地球物理和天文管理局在10月1日上午11時把彩虹升格為熱帶低氣壓的同時，立即發出一號風暴信號，並於半日後因應彩虹增強為熱帶風暴，在當晚11時發出二號風暴信號。彩虹於10月2日凌晨登陸及橫掃呂宋，當地風勢迅速增強，吹烈風程度旋風；但隨著彩虹在上午移入南海及逐步遠離，當地風勢在中午後快速緩和，當局在下午5時解除所有風暴信號。

### 中國大陸
當地發出之最高颱風預警信號： 颱風紅色預警信號
隨著彩虹逐漸增強並逐漸接近華南沿海，中國國家氣象中心於10月2日上午10時發佈颱風藍色預警信號。10月3日廣東沿岸及海南島東南沿岸風勢增強，國家氣象中心在早上6時發佈颱風黃色預警信號，更於4小時後（即上午10時正）發佈颱風橙色預警信號。由於彩虹入夜後急劇增強為強颱風，國家氣象中心在當晚11時半發佈颱風紅色預警信號。

#### 海南
全省發出之最高颱風預警信號： 颱風紅色預警信號

#### 廣東
全省發出之最高颱風預警信號： 颱風紅色預警信號
彩虹的逼近不僅帶來颶風和雷暴，雨勢也異常猛烈，截至10月5日6時，共有19個站點發佈暴雨黃色預警信號，19個站點發佈暴雨橙色預警信號，14個站點發佈暴雨紅色預警信號。番禺和順德更於4日下午4時許罕見地出現由彩虹環流引起的龍捲風。截至10月5日中午，風暴已在广东地区造成6死168傷。同时，此次台风还造成湛江、广州、佛山等多个地区大面积的停电。受此次台风影响，广州塔于下午約5時停止售票并暂停开放，同时启动应急照明并疏散游客离塔。1个小时后，廣州塔恢復供電，逐步恢复對外開放。

#### 廣西
全区發出之最高颱風預警信號： 颱風紅色預警信號
台风彩虹造成广西144万多人受灾，其中南宁市宾阳县1人因台风吹倒大树砸压致死。而此次台风还发生了大面积的停电，影响广西居民户数105.8万户。广西减灾委、民政厅决定，10月4日晚上10时启动自然灾害救助四级响应。

### 香港
當地發出之最高熱帶氣旋警告信號： 三號強風信號
彩虹在10月2日下午2時進入距離香港800公里範圍，香港天文台在下午5時召開新聞發佈會，表示於當晚午夜前考慮發出熱帶氣旋警告信號。天文台在晚上8時40分發出一號戒備信號，當時彩虹集結在香港之東南偏南約670公里。由於彩虹與東北季候風共同影響，離岸及高地在晚間已經間中吹強風。天文台表示，預計翌日（3日）日間天氣將會轉壞，風勢顯著增強，屆時將考慮發出三號熱帶氣旋警告信號；後於3日凌晨4時45分表示，中午前考慮發出三號信號。多個貨櫃碼頭宣布中午12時停止所有吉櫃交收。天文台於上午9時45分表示短期內發出三號信號，下午稍後香港風力將會顯著加強。教育局宣佈幼稚園、肢體傷殘兒童學校及智障兒童學校停課。天文台在上午10時20分發出三號強風信號，當時彩虹集結在香港之東南偏南約410公里。天文台指，黃昏前發出八號信號機會不大，但預料彩虹會在4日早上於香港西南偏南300公里左右掠過，屆時西南部風力將會達烈風程度。
彩虹的外圍雨帶在當日下午掃過香港，各區天氣明顯轉壞，有狂風驟雨；同時彩虹的強風範圍亦觸及香港，長洲、機場、西貢、尖沙咀天星碼頭等多處地區受到持續強風影響，橫瀾島、長洲泳灘等離岸吹烈風，高地如昂坪更刮起間竭性暴風。不過天文台在下午4時45分表示，除非彩虹採取較偏北路徑或顯著增強，否則預料香港不會普遍吹烈風，需要發出八號信號的機會不大，然而晚間至翌日早上香港西南部風力仍間中達烈風程度。晚間彩虹的螺旋雲帶多次為香港帶來狂風大雨，強風遍及廣泛地區，長洲的持續風速飆升至烈風水平，天文台更需兩度發出黃色暴雨警告信號；但由於彩虹穩定向西北偏西推進，未有比預期更接近香港的趨勢，天文台在晚上10時45分更新「熱帶氣旋警告」時，不再提到令八號信號生效的條件，直指發出八號熱帶氣旋警告信號機會不大，預計彩虹於隨後數小時會最接近香港，在香港西南面300公里附近掠過。不過彩虹在當晚9時已經最接近香港，在香港之西南偏南約320公里掠過。
天文台在4日凌晨4時45分表示，彩虹將開始逐漸遠離香港，但香港仍普遍吹強風，西南部風力更間中達烈風程度，三號信號在早上仍會維持；後於上午9時45分改為表示，三號信號於日間大部份時間維持生效。當日上午廣泛地區仍受強風影響，西南部地區如長洲刮起持續烈風，機場的風速亦一度逼近烈風下限；直至中午過後，各區風勢才開始有跡象回落。天文台在下午4時45分表示，當晚上風力進一步減弱，天文台會考慮改發一號信號；於2小時後（下午6時45分）更表示，隨著彩虹遠離，境內風力普遍緩和，離岸烈風亦正逐步減退，天文台短期內將會改發一號熱帶氣旋警告信號。天文台在晚上8時40分改發一號戒備信號，當時彩虹集結在香港之西南偏西約470公里。天文台指出，預計境內風勢將繼續緩和，當風力進一步轉弱後會考慮取消所有信號，但初時部份地區仍有強風和狂風驟雨，呼籲市民保持警覺。可是改發一號信號後風勢仍居高不下，長洲仍有間歇性烈風，機場和九龍天星碼頭的風力也重上強風程度。最終天文台在5日凌晨1時45分表示，當彩虹的直接威脅解除時，將發出強烈季候風信號，取代熱帶氣旋警告信號；凌晨4時45分更隨著離岸烈風和維多利亞港內強風消退，而表示短期內轉發強烈季候風信號。天文台在凌晨5時20分取消所有熱帶氣旋警告信號，並緊接發出強烈季候風信號，當時彩虹集結在香港之西北偏西約570公里。離岸強風在當日早上持續，下午才完全緩和，天文台在下午3時半取消強烈季候風信號；但彩虹的殘餘雨帶在隨後一兩日仍為香港帶來大雨。
彩虹吹襲期間，天文台測風網絡8個參考自動氣象站有4個錄得強風，當中1個更錄得烈風，三號信號達標。風暴期間，長洲、機場、啟德、西貢錄得的最高10分鐘平均風速分別為每小時84、62、50及46公里，各區風勢都明顯較7月颱風蓮花正面襲港時更強烈。政府接獲最少30宗塌樹、14宗水浸及1宗山泥傾瀉報告，其中一棵塌樹壓毀港鐵粉嶺站的架空電纜，令東鐵綫電力故障，服務嚴重受阻。「動感亞洲」香港站越野賽於三號信號生效時繼續舉行，參賽者上大東山後面對河水暴漲，需要涉水而行，更有參賽者在昂坪戔道失足，滾下4米山坡受傷骨折，消防搜救近5小時才能把傷者送院，大會未有把賽事取消或改期的決定備受質疑。

### 澳門
當地懸掛之最高熱帶氣旋信號： 三號風球
- 當地發出之最高風暴潮警告：黃色風暴潮警告

彩虹掠過呂宋及進入南海後，在10月2日下午移入距離澳門800公里範圍。澳門地球物理暨氣象局在下午6時發出「特別報告」，表示考慮在當晚11時或之前懸掛熱帶氣旋信號；後於晚上9時表示將於10時正懸掛一號風球。氣象局在晚上10時懸掛一號風球，當時彩虹集結在澳門之東南約690公里。氣象局於10月3日凌晨3時50分表示早上懸掛較高風球機會不大；後於上午9時45分表示下午考慮懸掛三號風球。氣象局在下午2時預告黃色風暴潮警告將在晚上11時生效；半小時後表示將於下午5時至晚上8時懸掛三號風球。隨著3條大橋有2條錄得強風，加上彩虹增強為颱風，氣象局在下午5時半宣佈將於6時半懸掛三號風球。之後3條大橋均受持續強風影響，氣象局在下午6時半懸掛三號風球，當時彩虹集結在澳門之東南偏南約350公里。氣象局預測澳門風力將會增強，但晚上懸掛更高風球機會不大。晚上9時55分表示預料三號風球將維持一段時間。晚上11時黃色風暴潮警告生效，而內港一帶出現輕微水浸情況。彩虹於10月4日凌晨1時最接近澳門，在澳門之西南偏南約270公里掠過。氣象局在凌晨3時55分表示懸掛更高風球機會不大，並於凌晨4時正取消所有風暴潮警告。氣象局在早上6時55分表示預料三號風球將在上午維持；不過澳門各地風勢進一步增強，在10月3日晚上至10月4日早上，澳門風力間中達到烈風程度，在早上8時，友誼大橋風力達到烈風程度，而嘉樂庇總督大橋及西灣大橋風力在10月4日早上刮起暴風，1分鐘持續風力超過每小時90公里。
可是氣象局在上午9時45分仍表示預料三號風球會在日間維持。受彩虹的螺旋雲帶影響，氣象局在上午11時25分發出暴雨警告信號，維持1小時至下午12時25分。下午3時45分表示預料三號風球將維持一段時間。教青局於10月5日早上宣佈小學、幼稚園及特殊教育班級全日停課，中學照常上課。氣象局在10月5日早上6時45分表示早上將考慮除下所有風球，上午9時45分宣佈將於11時除下所有風球。氣象局最終在上午11時正除下所有風球，當時彩虹集結在澳門西北偏西約540公里。

#### 爭議
事後澳門氣象局在10月5日澳門日報上表示，彩虹風力未達八號風球標準。有市民對此產生質疑。氣象局表示，澳門3條跨海大橋的風力最高在凌晨1時至3時，錄得每小時平均風力約每小時60公里，當時彩虹最接近澳門，在澳門西南約270公里掠過。事實上，澳門最大風力卻是出現在10月4日早上8時至10時；而在凌晨時份，3條大橋每小時平均風力尚差少許才達到烈風級別，但以10分鐘平均風力計算3條大橋均達到烈風的程度；另外，氣象局亦表示，早上10時有雨區明顯移近澳門，風力增強，大橋1小時平均最大風力約每小時63公里，陣風近每小時100公里，根據澳門氣象局的八號風球定義︰「風速達每小時63至117公里，陣風約每小時180公里」。氣象局局長馮瑞權亦曾經表示，只要任何一條跨海大橋1小時平均風力達到烈風程度，就會懸掛八號風球。另外跨海大橋1小時平均最大風力並非為僅僅達到烈風標準，上午9時至10時期間，友誼大橋錄得最高一小時平均風速為每小時66.8公里，而嘉樂庇總督大橋同時亦有錄得烈風程度的風力；友誼大橋1分鐘平均風力錄得每小時82.4公里；在早上8時，3條大橋的其中兩條大橋1分鐘平均風力更錄得超過每小時90公里。因此根據以上說法，氣象局理應需要懸掛八號風球。

#### 統計
| 氣象站             | 信號懸掛期間總雨量（mm） |
| ------------------ | ------------------------ |
| 大潭山             | 141.8                    |
| 大炮台             | 151.4                    |
| 紀念孫中山市政公園 | 166.4                    |
| 海事博物館         | 146.2                    |
| 路環分站           | 134.6                    |
| 九澳               | 134                      |

## 熱帶氣旋警告使用紀錄

### 菲律賓
| 菲律賓大氣地球物理和天文服務管理局 風暴信號 | 菲律賓大氣地球物理和天文服務管理局 風暴信號 | 菲律賓大氣地球物理和天文服務管理局 風暴信號 |
| ------------------------------------------- | ------------------------------------------- | ------------------------------------------- |
| 上一熱帶氣旋                                | 一號風暴信號                                | 下一熱帶氣旋                                |
| 颱風杜鵑                                    | 一號風暴信號                                | 颱風巨爵                                    |
| 颱風天鵝                                    | 二號風暴信號                                | 颱風巨爵                                    |

### 中國大陸
| 中國國家氣象中心 颱風預警信號 | 中國國家氣象中心 颱風預警信號 | 中國國家氣象中心 颱風預警信號 |
| ----------------------------- | ----------------------------- | ----------------------------- |
| 上一熱帶氣旋                  | 颱風藍色預警信號              | 下一熱帶氣旋                  |
| 超強颱風杜鵑                  | 颱風藍色預警信號              | 超強颱風巨爵                  |
| 超強颱風杜鵑                  | 颱風黃色預警信號              | 超強颱風尼伯特                |
| 超強颱風杜鵑                  | 颱風橙色預警信號              | 超強颱風尼伯特                |
| 超強颱風燦鴻                  | 颱風紅色預警信號              | 颱風妮妲                      |

### 香港
| 香港天文台 熱帶氣旋警告信號 | 香港天文台 熱帶氣旋警告信號 | 香港天文台 熱帶氣旋警告信號 |
| --------------------------- | --------------------------- | --------------------------- |
| 上一熱帶氣旋                | 一號戒備信號                | 下一熱帶氣旋                |
| 颱風蓮花                    | 一號戒備信號                | 熱帶低氣壓                  |
| 颱風蓮花                    | 三號強風信號                | 熱帶低氣壓                  |

### 澳門
| 澳門地球物理暨氣象局 熱帶氣旋信號 | 澳門地球物理暨氣象局 熱帶氣旋信號 | 澳門地球物理暨氣象局 熱帶氣旋信號 |
| --------------------------------- | --------------------------------- | --------------------------------- |
| 上一熱帶氣旋                      | 一號風球                          | 下一熱帶氣旋                      |
| 颱風蓮花                          | 一號風球                          | 熱帶低氣壓                        |
| 颱風蓮花                          | 三號風球                          | 颱風妮妲                          |

## 釋義
1. ↑  「垂直風切變」是指比較一垂直高度中的風速及風向差。[4]由於強烈的垂直風切變會干擾對流，使熱帶氣旋的結構受破壞、甚至系統高低層分離，熱帶氣旋必須在垂直風切變較弱的環境才可順利發展。
2. ↑  「輻合」是指空氣匯聚的現象，其中又可分為「氣旋式輻合」和「切變式輻合」兩種：在地面，空氣在科氏力、氣壓梯度力、地形摩擦力以及離心力之共同作用下，以逆時針通過等壓線，呈螺旋式向低壓中心推進，形成風。若低壓中心有閉合等壓線（例如熱帶氣旋），則因角動量守恆，離心力加大，而進一步平衡氣壓梯度力，於是產生旋風。同時空氣被迫抬升，空氣上升後地面氣壓便會進一步下降，此即「氣旋式輻合」。而「切變式輻合」則是兩種不同風向的氣流輻合，而使空氣因壓迫抬升，這種切變式的輻合通常出現於鋒面或低壓槽處，兩種輻合的分別只是氣旋式的風向變化比較不明顯。[5][6]
3. ↑  「輻散」是指空氣由一個中心向四周散開，通常只有氣旋式輻散，形成原因和輻合的機制相若，只是一般是在高壓系統發生。高空也能有高壓，所以高空也能有輻散，高空輻散足夠又有水氣時就可能降雨，形成原因和輻合相若。[5][6]
4. ↑  當有2種以上全球預報模式表示某低壓區將於未來48小時內發展為熱帶氣旋，聯合颱風警報中心則將該系統之熱帶氣旋形成機會評級為「低」。除非環境異常優良，否則該系統在24小時內發展為熱帶氣旋的機會甚微。[7]
5. ↑  當有3種以上全球預報模式表示一低壓區將於未來48小時內發展為熱帶氣旋，聯合颱風警報中心則將該系統之熱帶氣旋形成機會評級為「中」。一般而言，即使發展機會增大，系統過了24小時之後發展成熱帶氣旋的機會才較高；但如果環境良好，系統亦可以在24小時內形成熱帶氣旋。[7]
6. ↑  當有3種以上全球預報模式表示一低壓區將於未來24小時內發展為熱帶氣旋，聯合颱風警報中心則將該系統之熱帶氣旋形成機會評級為「高」，並同步發出熱帶氣旋形成警報。此時該系統於24小時之內形成熱帶氣旋的機會極高，若氣象因素特別有利，該系統更可於6小時內增強為熱帶低氣壓。[7]
7. ↑  聯合颱風警報中心會為所有於其責任範圍內被該部門評定為熱帶氣旋的系統作出編號，由兩位數及一個英文字母組成。英文字母表示該熱帶氣旋形成的區域，西北太平洋（包括南海、東海）以W表示；而兩位數字則指熱帶氣旋於當年在英文字母所表示的區域內形成次序，換言之「22W」即指彩虹是年內第22個於西北太平洋區域內形成的熱帶氣旋。此編號系統每年重新開始。
8. ↑  作為世界氣象組織指定的西北太平洋區域專責氣象中心，日本氣象廳負責西北太平洋區域內（包括南海、東海）的熱帶氣旋命名工作，每當該部門把一個熱帶低氣壓升格為熱帶風暴時，該部門亦會依照在世界氣象組織颱風委員會上通過的命名表作出命名，同時給予4位數字的國際編號。前兩位為當年公元紀年的最後兩位數（2015），而後兩位代表彩虹是當年被日本氣象廳第22個評級為熱帶風暴的熱帶氣旋。
9. ↑  「中心密集雲團」是達強烈熱帶風暴級別之熱帶氣旋所擁有的一種特徵，在衛星雲圖上所見為一渾圓，集中及具有組織的密集雲區在中心附近旋轉，通常為積雨雲或塔狀積雲，會引致中心附近有雷暴發生。中心密集雲層區之下應有相當明顯而成熟的螺旋雲帶，同時伸展到雲帶之外；當熱帶氣旋進一步增強至颱風程度時，風眼也會開始在此處的中心區域形成。[10]
10. ↑  「雲捲風眼」是熱帶氣旋中心當中，由螺旋雲帶旋捲成之缺乏組織的眼牆，結構看來較不佳。此現象以發生在熱帶氣旋環流中吹西北風象限內者較為普遍，其維持時間隨當時形成熱帶氣旋的氣象環流條件不同而異，出現時間或長或短。[11][12]
11. ↑  熱帶氣旋自身有一種慣性往極地方向移動的力量，稱為「內力」，與被視為「外力」的引導氣流相對。「內力」與熱帶氣旋強度成正比例，即是會隨熱帶氣旋強度遞增，當熱帶氣旋發展成為一股成熟颱風時，「內力」會強大得足以令北半球的熱帶氣旋的路徑較預期稍為偏北（南半球則相反，稍微偏南）。而在引導氣流微弱的情況下，有足夠內力的北半球熱帶氣旋會向接近正北方向移動（同樣地，南半球相反，採取接近正南路線），2012年颱風韋森特即為一例。

## 外部連結
- （日語）日本氣象廳：1522最佳路徑數據 （页面存档备份，存于）、2015年熱帶氣旋最佳路徑（數據 （页面存档备份，存于）、路徑圖 （页面存档备份，存于））
- （英文）美國聯合颱風警報中心：22W最佳路徑數據 （页面存档备份，存于）、颱風彩虹最佳路徑圖
- （简体中文）中國國家氣象中心：2015年熱帶氣旋最佳路徑數據
- （繁體中文）中華民國交通部中央氣象局：颱風資料庫——、彩虹最佳路徑圖
- （繁體中文）香港天文台：強颱風彩虹報告 （页面存档备份，存于）、2015年10月熱帶氣旋概述 （页面存档备份，存于） （页面存档备份，存于）、實時天氣稿（10月1日 （页面存档备份，存于）－2日 （页面存档备份，存于）－3日 （页面存档备份，存于）－4日 （页面存档备份，存于）－5日 （页面存档备份，存于））
- （繁體中文）澳門地球物理暨氣象局：2015年熱帶氣旋年報——颱風彩虹
- （英文）菲律賓大氣地球物理和天文管理局：2015年熱帶氣旋年報 （页面存档备份，存于）